# ジョンソン郡 (ミズーリ州)
ジョンソン郡（英: Johnson County）は、アメリカ合衆国ミズーリ州の西部に位置する郡である。2010年国勢調査での人口は52,595人であり、2000年の48,258人から9.0％増加した。郡庁所在地はウォーレンズバーグ市（人口18,838人）であり、同郡で人口最大の都市でもある。ジョンソン郡は1834年12月13日にラファイエット郡から分離して組織化され、郡名は第9代アメリカ合衆国副大統領 リチャード・メンター・ジョンソンに因んで名付けられた。

## 地理
アメリカ合衆国国勢調査局に拠れば、郡域全面積は833.03平方マイル (2,157.5 km2)であり、このうち陸地830.44平方マイル (2,150.8 km2)、水域は2.59平方マイル (6.7 km2)で水域率は0.31％である。

### 主要高規格道路
- アメリカ国道50号線
- ミズーリ州道2号線
- ミズーリ州道13号線
- ミズーリ州道23号線
- ミズーリ州道58号線
- ミズーリ州道131号線

### 隣接する郡
- ラファイエット郡 - 北
- ペティス郡 - 東
- ヘンリー郡 - 南
- カス郡 - 西
- ジャクソン郡 - 北西

## 人口動態
以下は2000年国勢調査による人口統計データである。
| 基礎データ - 人口: 48,258人 - 世帯数: 17,410 世帯 - 家族数: 11,821 家族 - 人口密度: 22人/km2（58人/mi2） - 住居数: 18,886軒 - 住居密度: 9軒/km2（23軒/mi2） 人種別人口構成 - 白人: 90.12% - アフリカン・アメリカン: 4.33% - ネイティブ・アメリカン: 0.65% - アジア人: 1.43% - 太平洋諸島系: 0.13% - その他の人種: 1.29% - 混血: 2.05% - ヒスパニック・ラテン系: 2.92% 年齢別人口構成 - 18歳未満: 25.1% - 18-24歳: 20.2% - 25-44歳: 27.6% - 45-64歳: 17.8% - 65歳以上: 9.3% - 年齢の中央値: 28歳 - 性比（女性100人あたり男性の人口） - 総人口: 101.9 - 18歳以上: 100.4 | 世帯と家族（対世帯数） - 18歳未満の子供がいる: 35.1% - 結婚・同居している夫婦: 55.9% - 未婚・離婚・死別女性が世帯主: 8.5% - 非家族世帯: 32.1% - 単身世帯: 22.7% - 65歳以上の老人1人暮らし: 7.1% - 平均構成人数 - 世帯: 2.58人 - 家族: 3.07人 収入と家計 - 収入の中央値 - 世帯: 35,391米ドル - 家族: 43,050米ドル - 性別 - 男性: 28,901米ドル - 女性: 21,376米ドル - 人口1人あたり収入: 16,037米ドル - 貧困線以下 - 対人口: 14.9% - 対家族数: 9.5% - 18歳未満: 15.2% - 65歳以上: 10.8% |

## 都市と町
| - ウォーレンズバーグ - 郡庁所在地 - センタービュー - チルホウイー - ホールデン - キングスビル | - ノブノスタ - ラトゥア - リートン - ホワイトマン空軍基地 |

## 教育
郡内の高等教育機関としては、ウォーレンズバーグ市に公立4年制大学の中央ミズーリ大学がある。

## 政治

### 地方
ジョンソン郡の地方レベルでは共和党が大半の政治を支配しており、郡の選挙で選ばれる役職は3人を除いて独占している。

#### 2008年大統領予備選挙
2008年の大統領予備選挙で、ジョンソン郡は共和党のジョン・マケインと民主党のヒラリー・クリントンを選んだ。民主党の予備選挙ではヒラリー・クリントンが1位となり、さらに2位になったバラク・オバマと共に共和党予備選挙で各候補に投じられた票数よりも多かった。